# 岛根县
35°13′N 132°40′E / 35.217°N 132.667°E
島根縣（日语：／ Shimane ken */?）是日本本州島西部山陰地方的一個縣，縣廳所在地是松江市。多山的地形使得島根縣的人口密度和工業化程度均較低。但島根縣有著悠久的歷史，是日本古文化的發源地之一。島根縣的轄區範圍包括出雲國、石見國、隱岐國三個舊令制國。現在島根縣也大多被分為出雲地方、石見地方、隱岐地方三個地區。在日本的行政區劃中，日本和韓國之間有爭議的領土竹島（韓國稱獨島，由韓國實際控制）被劃入島根縣。
島根縣這一縣名來自於縣廳所在地松江市的松江城附近地區舊屬島根郡（嶋根郡）。在《出雲國風土記》中，嶋根一名由八束水臣津野命命名:19。另外，松江市的轄區範圍橫跨島根郡（大橋川以北）和意宇郡（大橋川以南）。

## 歷史

### 遠古至江戶時代

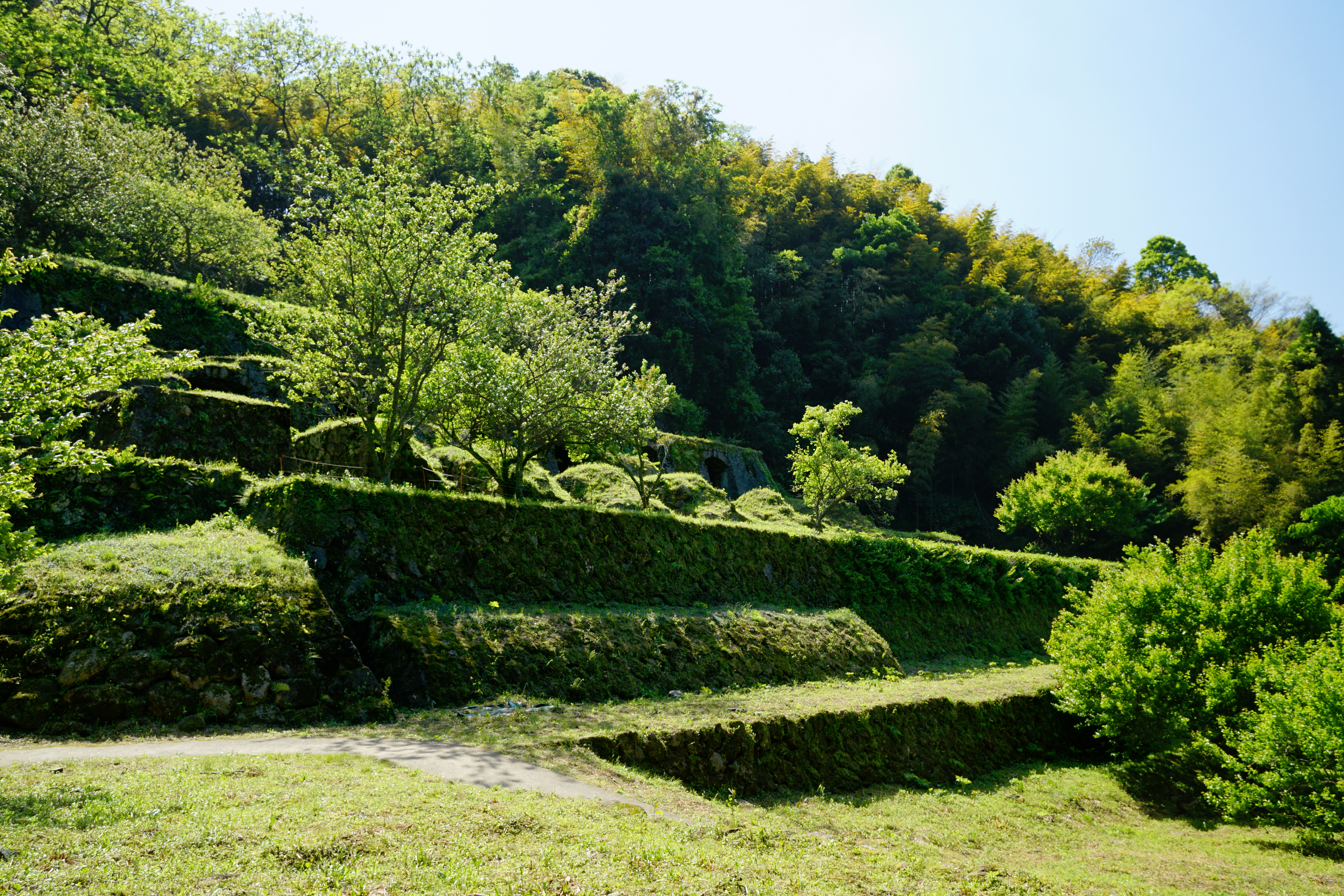
石見銀山清水谷精煉所遺跡

島根縣內的中國山地地區發現了舊石器時代的遺跡。繩文時代之後，島根縣內的遺跡無論數量還是規模都大幅增加。隱岐群島雖然和本州之間隔有大海，但發展了日本本土相同的文化。自但馬至石見的山陰海岸都發現了隱岐特產的黑曜石生產的石器跡:23。島根縣內的彌生文化系由九州北部經日本海傳來，縣內的彌生時代遺跡超過100處:23。彌生時代中期之後，島根的文化開始受到畿內和瀨戶內地區強烈的影響。在古墳時代，島根縣內發現了山代二子塚、今市大念寺等大型古墳。出雲地方的古墳以方形墳為主，在日本國內頗為特殊，顯示出雲地方在這一時期文化有很強的獨自特色:24。在奈良時代的《古事記》、《日本書紀》等神話書籍中，出雲也多次出場。出雲大社在這一時期也已經出現:25。
大化改新之後，日本開始實施律令制，出雲、石見、隱岐三國也正式出現:26。《萬葉集》中有50首關於山陰地方的詩歌，其中大半都是石見國歌人柿本人麻呂所作:27。進入鎌倉時代之後，幕府在全國設置守護主管當地軍政。出雲、石見、隱岐三國的守護是近江的佐佐木氏:31。但在承久之亂過後，益田氏成為石見國實質的掌控者:31。隱岐群島在平安及鎌倉時代是流放地，後鳥羽上皇、後醍醐天皇都曾被流放隱岐:32。
室町時代時，京極氏曾擔任出雲、隱岐守護，大內氏曾出任石見守護。但在經歷戰亂之後，以富田城為據點的尼子氏最終控制了島根的大部分地區，成為中國地方的一大勢力。然而尼子氏在達到巔峰後很快就被毛利氏攻滅:33。關原之戰後，堀尾吉晴被封為出雲、隱岐兩國的太守。他興建松江城並以此為統治據點，此後松江成為島根的中心城市:33。1638年（寬永15年），德川家康之孫松平直政被封為松江藩主。此後直到幕末，松平家都是松江藩的藩主，松江藩也因此成為親藩:34。隱岐雖然是天領（幕府直轄地），但實際上在江戶時代時，大部分時間由松江藩管理:34。石見國則分為幕府直接管理的銀山領、濱田藩、津和野藩三個部分。石見銀山自14世紀就開始得到開發，是江戶時代日本最重要的銀礦之一:33。濱田藩主曾經多次變更，在幕末時由親藩松平家出任:34。津和野藩則在大多數時期由龜井氏出任藩主:34。

### 近現代島根

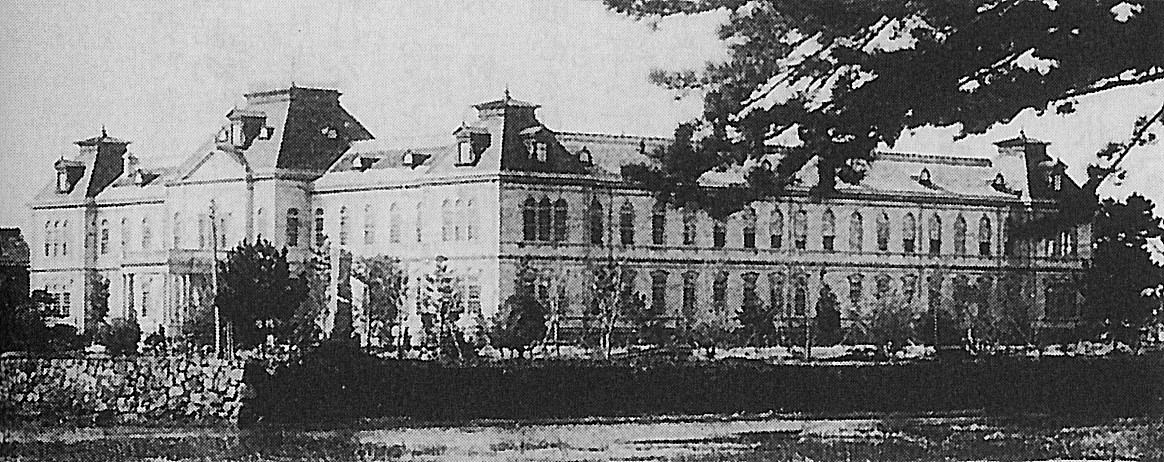
竣工於1909年的島根縣廳舍，在松江騷擾事件中被燒毀

1868年，隱岐群島爆發當地民眾要求自治的隱岐騒動。翌年2月，中央政府宣布成立隠岐縣。但僅半年之後隠岐縣就和濱田藩合併，成立大森縣:40。1871年，大森縣合併津和野藩並改名濱田縣:40。在正式廢藩置縣之後，出雲國分為松江、廣瀨、母里三縣。三縣體制只維持了四個月並合併為島根縣。新成立的島根縣的轄區還包括了自濱田縣劃入的隱岐:41。島根縣在成立一個月之後，隱岐被劃入鳥取縣。1876年，島根、濱田、鳥取三縣合併，這一時期被稱為大島根縣。但由於鳥取縣士族的強烈反彈，1881年，鳥取縣再次獨立。島根縣轄區遂確定現在範圍。
島根縣在確立了管轄範圍之後對縣內的町村和郡進行了大規模合併。由於島根縣交通不便且人口密度較低，近代化進程也相對較慢。1908年，島根縣才開通了縣內的首條鐵路:49。島根縣的產業近代化開始於明治後期和大正時期，重點發展產業包括絲綢、漁業等產業:49。在第二次世界大戰時期，島根雖然遭到美軍空襲的次數較少，但松江市為防範空襲而拆除了舊市區四分之一的住宅，導致戰後出現住宅緊缺:51。日本投降之後，松江發生松江騷擾事件，縣廳等重要建築被燒毀:51。1945年11月，盟軍開始佔領島根縣。1950年代初期，島根縣進行了大規模市町村合併，縣內的自治體數在1961年減少到8市34町19村:52。為擺脫後進性，島根縣在1950年代提出了中海、宍道湖淡水化、石見臨海地帶等大型工業開發計劃，但島根縣的縣民所得和日本平均值的差距在1950年代卻反而擴大:53。1960年代，島根縣和鳥取縣合作，使中海地區被指定為新產業都市，促進了兩縣的工業發展。但另一方面，島根縣現在仍然面臨人口分布不均、人口減少和老化等問題:48。

## 地理

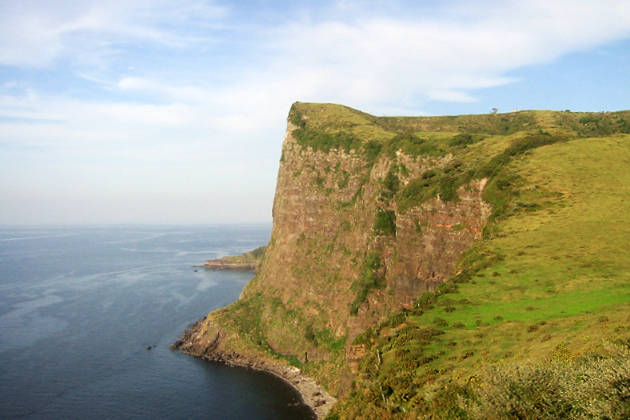
隱岐群島西之島的國賀海岸摩天崖

島根縣面積6708.24平方公里，相當於日本總面積的約1.8%，是日本面積第19大縣。島根縣位於本州西部日本海東南岸的山陰地方，東面和鳥取縣、南面和廣島縣、西面和山口縣接壤，北面則是日本海。島根縣地形多山，因此森林覆蓋率達78.8%，與之相對的是耕地面積率則只有5.8%。島根縣內的大部分山區都屬於中國山地，縣內最高峰是位於島根、廣島兩縣交界處的恐羅漢山，高1,346米:21。島根縣內缺乏大型平原。縣內面積最大的平原出雲平原東西寬20公里，南北長5公里，是島根縣人口最密集的地區:168。島根縣東部的宍道湖和中海是潟湖，也是日本少有的連結汽水湖。宍道湖和中海北側的島根半島上有高400米至500米的山地，起到了保護出雲平原免受海蝕的作用:168。
島根縣的主要水系有發源自廣島縣、在島根縣入海的中國地方最大河川江之川；島根縣流域面積最大的河川斐伊川。此外島根縣還有高津川、神戶川等水系。縣內河川大多短小湍急，年均流量大，常有洪災發生。
島根縣的海岸線全長1,016公里。隱岐群島位於島根縣北部，距島根縣本土有40至80公里，由知夫里島、中之島、西之島、島後四個大島和約180個小島組成:21。隱岐群島是由火山活動形成的島嶼，島上幾乎都是山地，擁有國賀海岸等極具特徵的海蝕崖地形，被劃入大山隱岐國立公園加以保護，並且還是世界地質公園。
島根縣可以按照人文歷史及地理特徵分為出雲、石見、隱岐三個地區。就面積來看，出雲佔島根縣總面積的40.5%、石見佔54.3%、隱岐佔5.2%。但就農地、宅地、人口比例來看，出雲地方則遠多於石見地方:22。島根縣人口最多的兩個城市松江市和出雲市均位於出雲地方。石見地方人口最多城市濱田市的人口只有出雲市的約三分之一。隱岐群島的人口則只有約2萬人。

### 氣候
島根縣全境屬於日本海側氣候，但因地理位置偏西南，氣候較為溫和，只有部分山麓地區是豪雪地帶，呈現北陸型氣候和九州型氣候的折衷特徵。島根縣在冬季受西北季風的影響，自11月開始就多雨雪和陰天。但和北陸地方及鳥取縣相比，島根縣的降雪量要少很多。石見地方則受對馬暖流的影響，即使降雪也很少積雪:22。島根縣冬季氣溫也較日本海沿岸地區溫暖，以松江為例，一年少有出現全日氣溫在冰點以下的情況。島根縣在夏季受高氣壓控制時間較多，時有酷暑，但比山陽地方涼爽。島根縣的降水以梅雨時節的6、7月最多，其次是秋雨時節的9月。

## 人口
1920年日本首次人口普查時，島根縣有人口714,712人，排名日本第36位。在當時島根縣就是日本65歲以上人口比例最高的縣。此後由於人口外流，島根縣人口增長緩慢。1955年時，島根縣達到人口峰值92.9萬人，此後在經濟高速增長時期大幅下降，1975年時只有76.9萬人。1970年代後期和1980年代前期，島根縣人口略有回升至79.5萬人。然而1980年代中期之後，島根縣人口再次開始減少。島根縣本來就是人口流出地區，且自1992年開始人口自然增長率也是負數。2017年4月1日時，島根縣有人口684,888人，是日本唯一一個現在人口少於1920年首次人口普查時人口的縣。島根縣的人口減少幅度有顯著的地區差異，出雲地方的人口減少幅度較少，而石見地方和隱岐地方的人口數和峰值時相比幾乎減半。2013年，島根縣的總和生育率有1.65，遠高於日本平均值1.43，排名日本第三位。2015年人口普查顯示，島根縣的老年人口占比為32.5%，是全日本第三高:48。

## 政治

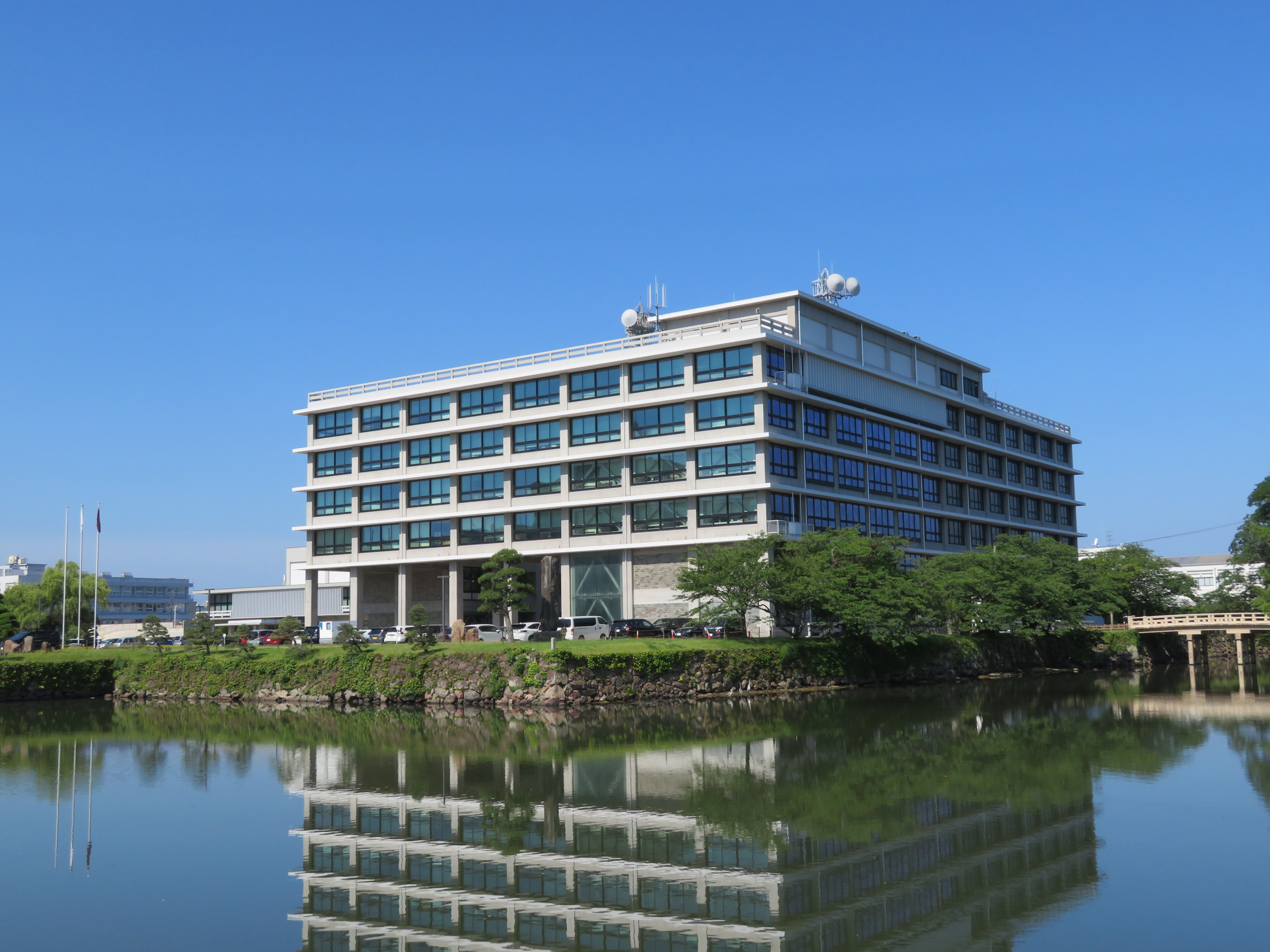
島根縣廳

1996年日本導入小選舉區制之後，在眾議院選舉中，島根縣被劃分為2個選舉區。島根縣第1區和島根縣第2區都是自民黨佔據壓倒性優勢的選區，細田博之和竹下亘兩人壟斷了2000年以來這兩個選區的議席。竹下亘去世之後，自民黨依然維持了島根縣第2區的優勢。但在2024年，立宪民主党的龜井亞紀子在國會補選中當選，打破了自民黨長期壟斷島根縣眾議院議員的歷史。
在參議院選舉中，島根縣原本屬於島根縣選舉區，共有2名議員。但為緩解票票不等值問題，島根縣已和同樣人口較少的鳥取縣選舉區合併為鳥取縣·島根縣選舉區。2016年，島根縣出身的青木一彥在該選區首次選舉中當選。
島根縣歷任知事也都是保守派人士。現任島根縣知事是丸山達也。他在2019年首次當選，在2023年連任。島根縣議會共有36名議員，其中自民黨是最大黨派，有21名議員。2013年度，島根縣財政收入5427億日元，支出5236億日元。島根縣的財政力指數在2013年度是0.22，遠低於日本平均水準。
在日本的行政區劃中，日本和韓國之間的爭議領土竹島（實際由韓國控制。韓國名稱獨島）屬於島根縣隱岐之島町。日本在1905年正式將竹島劃入島根縣。1952年韓國設定李承晚線之後，竹島實際由韓國統治。島根縣在2005年將每年2月22日定為竹島之日，引發了韓國的強烈反彈。

### 行政區劃
島根縣東部的出雲地區包括松江市、安來市、出雲市、雲南市、奥出雲町、飯南町。西部的石見地區包括濱田市、江津市、益田市、津和野町、吉賀町、大田市、川本町、美鄉町、邑南町，佔島根縣53.3%的面積，但人口只佔不到三成。隱岐地區包括隱岐群島的海士町、西之島町、知夫村、隱岐之島町。

## 經濟

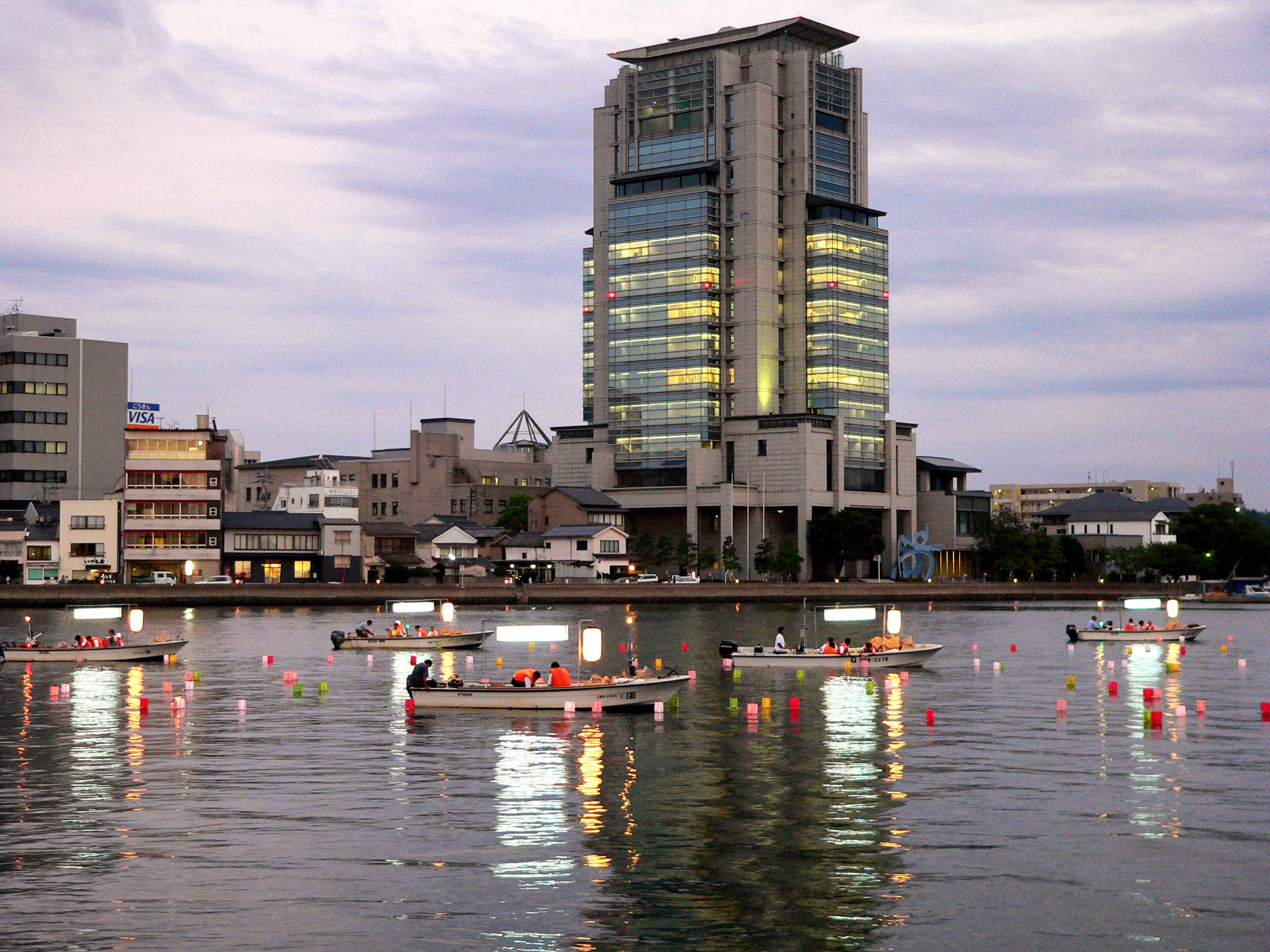
山陰合同銀行總部大樓

2014年度，島根縣的縣內生產總值有23,823億日元，佔日本總量的0.49%。人均縣民所得有244萬日元，是日本平均值的85.6%。

### 第一產業
第一產業佔島根縣經濟總量的1.6%。2015年時，島根縣有農家33,513戶，位居日本第31位。農業就業人口有24,801人，農業生產額則有570億日元。大米和畜產品在島根縣的農業生產額中佔有最大比重。島根縣的葡萄和山葵產量高居日本第四位。島根縣面積約八成是森林，是日本第三位的森林縣，也是日本主要木材產地之一。2016年，島根縣的總漁獲量有10.8萬噸，總生產額有192億日元。島根縣的鰤魚捕撈量是日本第一，日本竹筴魚、雪蟹、河蜆的捕撈量也是日本前列。

### 第二產業
第二產業佔島根縣經濟總量的23.5%。島根縣缺乏大型臨海重工業地帶，重化學工業比重較低，製造業規模較小:170。2014年，島根縣的工業品生產金額有10,567億日元，其中以鋼鐵、電子零件、信息通信機械的比重最大。在地區分佈上則是以出雲市的4,101億日元最多（佔縣總量的38.8%），其次是安來市的1,789億日元（佔16.9%）和松江市的1,173億日元（佔11.1%）。中海地區在被指定為新產業都市之後成為山陰地方最大的工業地區:172。島根縣在江戶時代吹踏鞴製鐵產業發達，有著悠久的鋼鐵產業傳統。日立金屬在安來市有鋼鐵工廠。東洋製鐵、NTN鋳造等鋼鐵行業企業在島根縣也有設廠。富士通在出雲市設有工廠，是日本規模最大的筆記本電腦和平板電腦生產據點。島津公司、村田製作所等機械企業也在出雲市設有工廠。近年島根縣積極發展IT產業，在松江市設立島根軟體商務園區，通過產學合作促進IT產業發展。

### 第三產業
第三產業佔島根縣經濟總量的74%。政府服務在島根縣經濟總量中佔比較高，顯示島根縣經濟存在依賴行政的問題。總部位於島根縣的銀行有山陰合同銀行和島根銀行。其中山陰合同銀行的業務範圍不僅橫跨山陰地方的鳥取、島根兩縣，還在廣島縣、岡山縣、兵庫縣等地設有分行，是山陰地方最大的地方銀行。2014年度，島根縣的商品銷售額超過13,816億日元，其中批發業有7,126億日元，零售業有6,690億日元。島根縣內商業活動主要集中在松江、出雲兩市。縣內主要商業企業有一畑百貨店、三島屋、FOODS MARKET HOK等。2015年，到訪島根縣的觀光客人數有3315.8萬人，為島根縣帶來1,367億日元的消費。出雲市和松江市的年觀光客人數均超過1,000萬人。出雲大社是島根縣觀光客數最多的景點。

## 文化

### 方言
島根縣內的方言可以分為出雲地方的出雲方言、隱岐群島的隱岐方言、石見地方的石見方言，其中出雲方言和隱岐方言同屬雲伯方言。石見方言屬於山陽方言:6。雲伯方言是中國地方的語言島，屬於一假名方言，發音相同，有較多東日本方言的特徵:15。出雲方言的重音也是東京式重音。隱岐方言和出雲方言較為接近，但音調和出雲方言有很大不同，比出雲方言更加複雜:7。石見方言在發音上和山陽地方的方言有較多共通之處，和出雲方言反而有較大不同:38。

### 文學

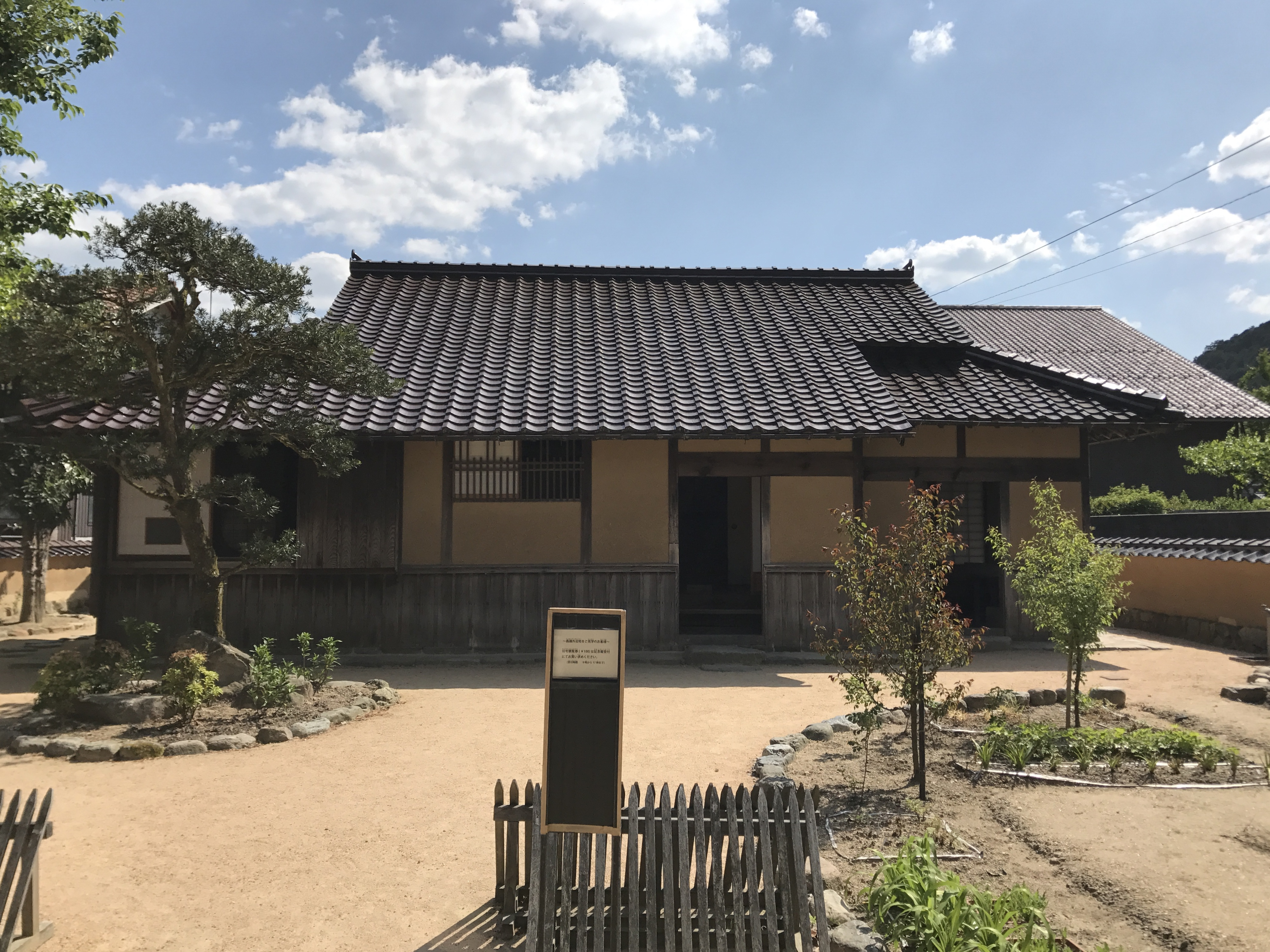
森鷗外出生地

在島根縣出身和與島根縣有密切關係的作家中，以小泉八雲和森鷗外最為著名。小泉八雲是一位英裔日本人，原名派屈克·拉夫卡迪奧·赫恩。他在1890年首次來到日本，最初到訪的日本城市是松江並在此擔任英語教師。小泉八雲在松江生活的時間雖然只有一年三個月，卻在這裡結識他之後的妻子。松江的生活也對他之後的創作有重大影響。小泉八雲有眾多作品都是以島根縣為題材。現在松江市內有小泉八雲紀念館、小泉八雲故居等紀念設施。森鷗外出生在津和野町，通曉德語，原本是一位軍醫。軍旅生涯造就了森鷗外獨特的文學世界，他的主要代表作有《舞姬》、《青年》等作品。津和野町的森鷗外故居和森鷗外紀念館現在是觀光景點。島根縣出身的其他著名作家還有子規派俳人大谷繞石、詩人千家元麿、小說家田畑修一郎、兒童文學家天野雉彥等人。

### 表演藝術
石見地方的石見神樂是島根縣最具代表的傳統藝術形式之一，以日本神話為題材，帶有戲劇色彩。現在石見神樂被指定為重要無形民俗文化財，仍然經常在秋祭等時節演出。安来節是起源於安來市的民謠，自大正時期開始風行日本全國，以泥鰍舞而著稱。

### 飲食

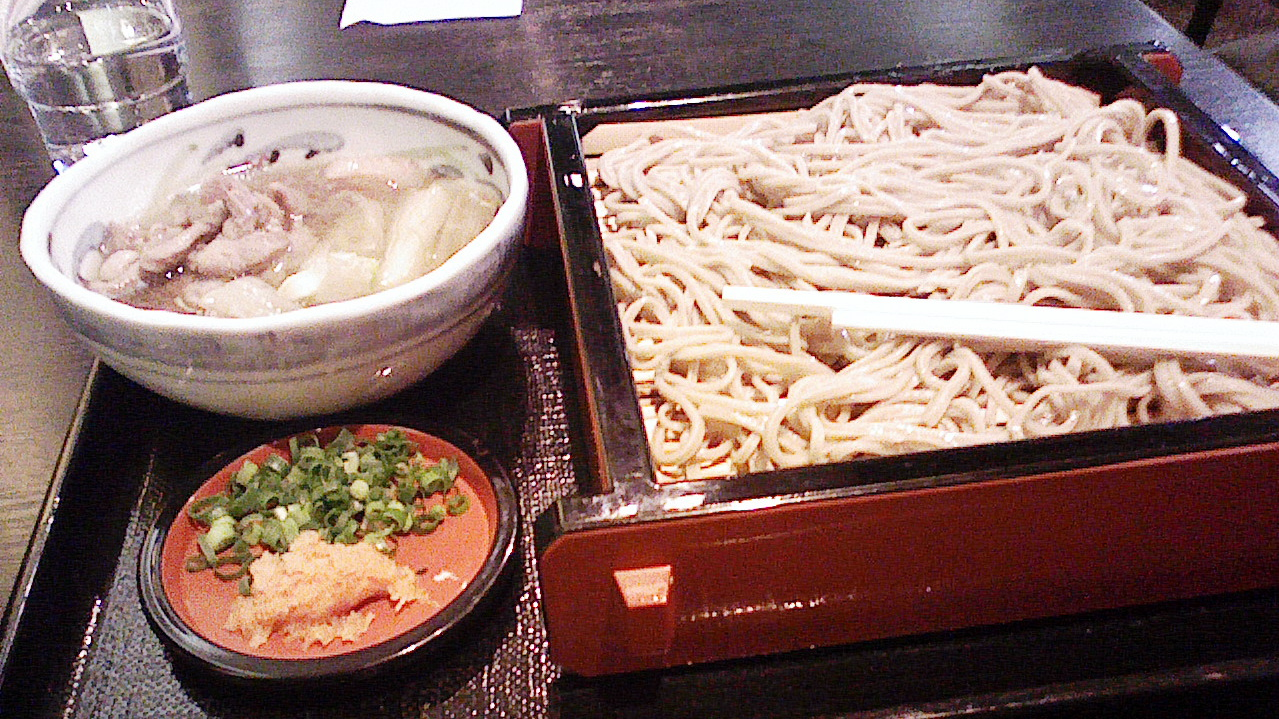
出雲蕎麥麵

島根縣最著名的鄉土料理是出雲蕎麥麵。出雲蕎麥麵是日本三大蕎麥麵之一。由於在磨粉時蕎麥殼的部分亦一併研磨，因此使得出雲蕎麥麵的顏色和普通的蕎麥麵相比偏黑，食感和風味亦有獨自特徵。島根縣的甜點文化亦頗為發達。江戶時代的松江藩第七代藩主松平治鄉是著名的茶道家，他在治理松江期間發明了眾多茶點，使得松江和京都、金澤並稱為日本三大菓子處。

### 媒體
鳥取縣內主要的地方報紙是《山陰中央新報》。山陰中央新報的發行範圍包括島根、鳥取兩縣，日發行量超過18萬份，是山陰兩縣發行量最多的報紙。《島根日日新聞》總部位於出雲市，是只在島根縣內發行的地方報紙。島根縣內的電視台有NHK松江放送局和山陰中央電視台。由於島根縣和鳥取縣共享一個電視播出區域，因此島根縣也可以收看總部位於鳥取縣的山陰放送和日本海電視台的節目，其中後者也在島根縣設有分部。

### 體育
日本籃球B聯賽球隊島根魔術是唯一一家以島根縣為主場的職業體育俱樂部。此外島根縣內還有多家社會人足球及棒球俱樂部。每年在出雲市舉辦的出雲全日本大學驛站接力賽是日本三大大學驛站接力賽之一。出雲巨蛋是日本最大的木造巨蛋球場。島根縣亦被認為是相撲的起源地。

### 教育
島根縣內有兩家大學。島根大學設立於1949年，由松江高等學校、島根師範學校、島根青年師範學校、島根縣立島根農科大學、島根醫科大學五家學校合併而成，是島根縣唯一的國立大學。島根大學現在總部位於松江市，設有法文學院、教育學院、醫學院、綜合理工學院、生物資源科學院五個學院。島根縣立大學位於濱田市，設立於2000年，是島根縣唯一的公立大學，設有綜合政策學院和看護學院兩個學院。

## 交通

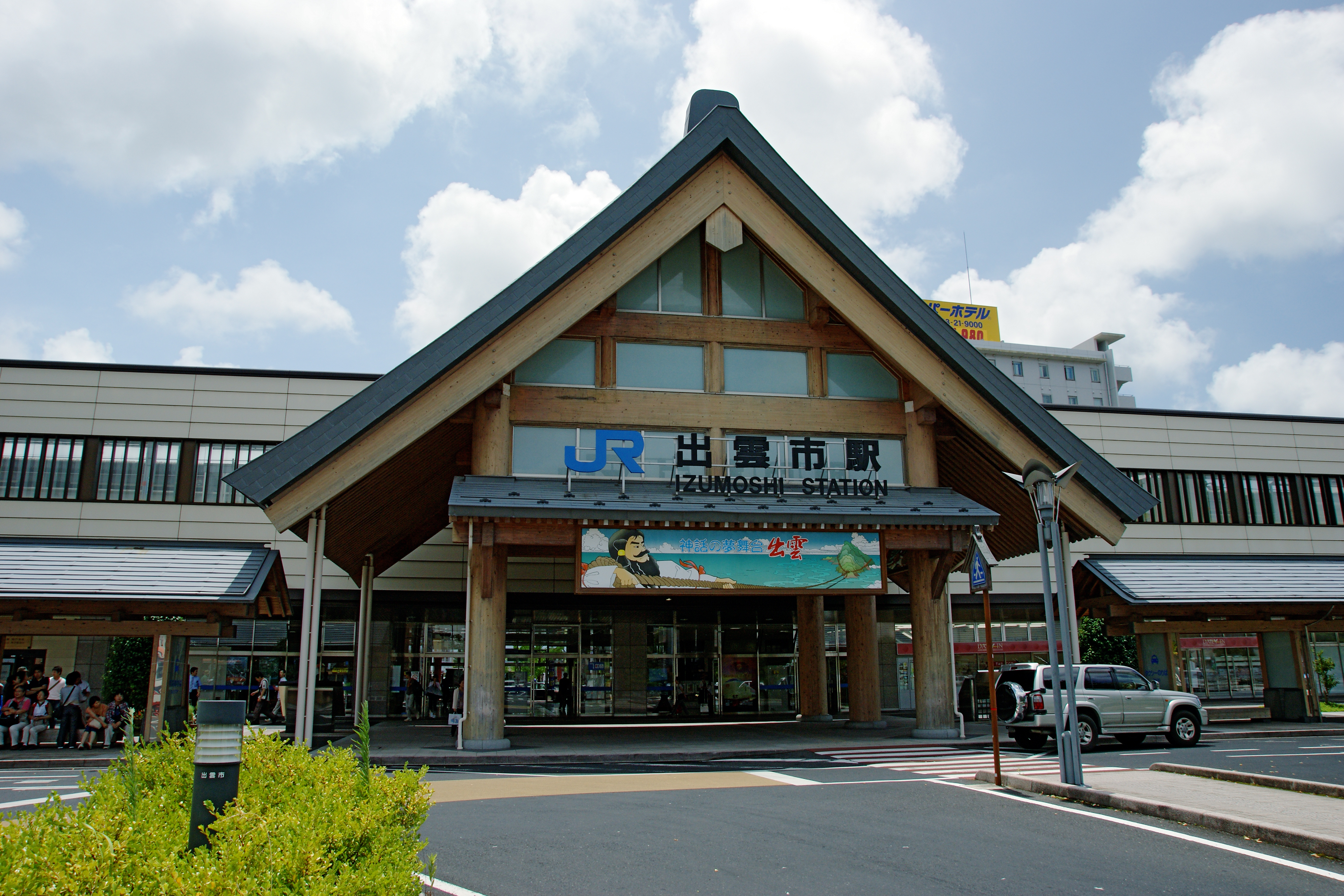
出雲市站

島根縣內有四條西日本旅客鐵道（JR西日本）運營的在來線，包括橫貫島根縣東西的山陰本線、連接島根縣西部和廣島縣西部的三江線、島根縣東部和廣島縣東部之間的木次線、連接石見地方和山口縣的山口線。由於乘客數過少，三江線已於2018年廢除。行駛於益田站/濱田站和米子站之間的海洋Liner是島根縣內鐵路交通的大動脈。Sunrise出雲行駛於東京站和出雲市站之間，是現在日本少見的臥鋪特急列車。一畑電車是島根縣內唯一的私鐵公司，有北松江線和大社線兩條路線。
島根縣內現在有山陰自動車道、松江自動車道、濱田自動車道、中國自動車道四條高速公路，全長207公里。鳥取縣內的巴士業者主要有一畑巴士、石見交通等。島根縣本土和隱岐群島之間的航線由隱岐汽船運行。島根縣內有三個機場。出雲機場位於出雲市，主要服務出雲地方，跑道全長2,000米，開業於1966年，運行有前往東京、大阪、名古屋、福岡、隱岐、札幌的定期航線。石見機場位於益田市，主要服務石見地方和山口縣東北部，跑道全長2,000米，開業於1993年，是島根縣第三個機場，運行有前往東京、大阪的定期航線。
隱岐機場位於隱岐之島町，主要服務隱岐群島，跑道全長2,000米，開業於1965年，運行有前往出雲、大阪的定期航線。

## 觀光

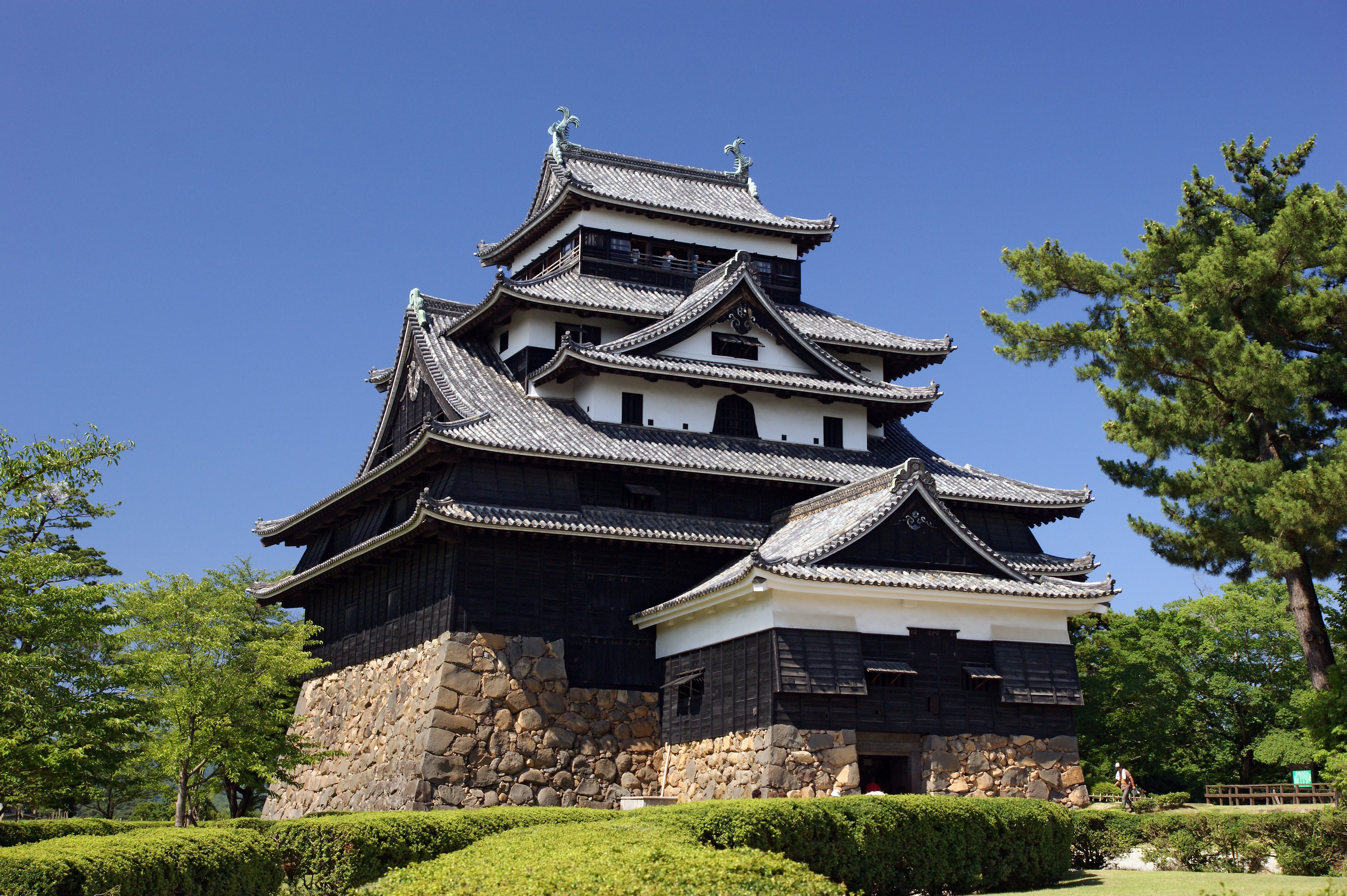
松江城

島根縣的人文和自然觀光資源均十分豐富。出雲大社位於出雲市，祭神是大國主神。出雲大社自奈良時代文獻《古事記》、《日本書紀》就有記載。出雲大社在神道教中有很高地位，相傳每年舊曆十月，全日本的諸神都會聚集於出雲大社。因此與日本其他地方把舊曆十月稱為「神無月」相對，出雲地方將舊曆十月稱為「神在月」。平安時代的出雲大社是當時日本最大的建築之一，現在出雲大社的本殿也是日本國寶。2013年，出雲大社進行了遷宮，是自1953年以來時隔60年再次遷宮。松江城天守是現存天守之一，在2015年被指定為日本國寶。松江市現在仍保存有武家屋敷和護城河等江戶時代城下町景觀，有「水都」之稱。現在松江護城河上運行有遊船，遊客可在護城河上一覽松江城和城下町的獨特景觀。石見銀山是島根縣唯一的世界遺產，現在不僅當年開採的礦山保存完好，礦山附近的大森町還保存有江戶時代的武家屋敷和豪商住宅，使得遊客可在石見銀山地區體驗江戶時代的氣氛。島根縣的其他日本國寶及重要文化財建築還有神魂神社本殿、清水寺、佐太神社等。安來市的足立美術館以日本庭園而著稱。美術館的庭園連續17年獲選世界第一的日本庭園，並且被米其林指南評為三星級景點。
島根縣內溫泉度假地眾多。溫泉津溫泉作為石見銀山遺跡及其文化景觀的一部分被列入世界遺產，並且因保留有眾多古建築而被列入重要傳統的建造物群保存地區。溫泉津溫泉的藥師湯是島根唯一，日本十二處「全5級」溫泉之一，擁有極高的泉質。玉造溫泉則以美肌效果而著稱。島根縣本土著名的自然景觀有位於縣西部的活火山三瓶山；有「山陰的耶馬溪」之稱的立久惠峽等。島根半島海岸線地形複雜，部分地區被劃入大山隱岐國立公園。日本最高的燈塔日御碕燈塔位於島根半島西端日御碕。島根半島東端的美保關燈塔亦是日本著名的燈塔。隱岐群島因獨特的海岸地形而被列入世界地質公園，有浄土浦（登記為隠岐布施海岸）、知夫赤壁、國賀海岸等景觀。

## 註解
1. 1 2 3 4 5 6 7 8 9 10 11 12 13 14 15 16 17 18 19 20 21 22 23 24 25 26 27 28 29 30  .  . 東京都: . 1979. ISBN 978-4-04-622945-8 （日语）.
2. ↑  . .   [2017-05-17]. （原始内容存档于2016-04-19） （日语）.
3. ↑  . .   [2017-05-17]. （原始内容存档于2016-08-04） （日语）.
4. ↑  . .   [2017-05-17]. （原始内容存档于2015-10-25） （日语）.
5. ↑  . .   [2017-05-17]. （原始内容存档于2020-08-29） （日语）.
6. ↑  . 島根県.   [2020-06-14]. （原始内容存档于2017-03-12） （日语）.
7. ↑  賴宏昌. . Anue鉅亨. 2014-04-30  [2020-06-14]. （原始内容存档于2020-08-29） （中文（臺灣））.
8. 1 2  河合雅司; 林詠純、葉小燕譯. . 臺灣: 究竟出版. 2018-01-01. ISBN 9789861372464 （中文（臺灣））.
9. ↑   (PDF). .   [2017-05-16]. （原始内容 (PDF)存档于2017年6月8日） （日语）.
10. ↑   (PDF). .   [2017-05-17]. （原始内容存档 (PDF)于2020-08-29） （日语）.
11. 1 2 3 4  .  . 東京都: . 2005. ISBN 4-254-16769-5 （日语）.
12. ↑   (PDF). .   [2017-05-17]. （原始内容存档 (PDF)于2016-03-05） （日语）.
13. 1 2  . .   [2017-05-17]. （原始内容存档于2016-10-01） （日语）.
14. 1 2  . .   [2017-05-17]. （原始内容存档于2016-08-28） （日语）.
15. 1 2  . .   [2017-05-17]. （原始内容存档于2016-08-27） （日语）.
16. ↑  . www.uf.a.u-tokyo.ac.jp.   [2020-06-14]. （原始内容存档于2020-08-29） （日语）.
17. ↑  . .   [2017-05-17]. （原始内容存档于2016-02-28） （日语）.
18. ↑  . .   [2017-05-17]. （原始内容存档于2017-05-17） （日语）.
19. ↑  . .   [2017-05-17]. （原始内容存档于2015年1月16日） （日语）.
20. 1 2   (PDF). .   [2017-05-17]. （原始内容存档 (PDF)于2018-04-20） （日语）.
21. ↑  . .   [2017-05-17]. （原始内容存档于2017-12-11） （日语）.
22. ↑  . .   [2017-05-17]. （原始内容存档于2018-01-13） （日语）.
23. ↑  . .   [2017-05-17]. （原始内容存档于2018-07-16） （日语）.
24. ↑  . .   [2017-05-17]. （原始内容存档于2016-04-06） （日语）.
25. ↑   (PDF). .   [2017-05-17]. （原始内容存档 (PDF)于2014-11-13） （日语）.
26. 1 2 3 4 5   (PDF). .   [2017-05-17]. （原始内容存档 (PDF)于2016-09-09） （日语）.
27. ↑   (PDF). .   [2017-05-17]. （原始内容存档 (PDF)于2016-12-12） （日语）.
28. ↑  . .   [2017-05-17]. （原始内容存档于2017-04-07） （日语）.
29. ↑  . .   [2021-11-01]. （原始内容存档于2021-10-31） （日语）.
30. ↑  . .   [2024-05-08]. （原始内容存档于2024-05-08） （日语）.
31. ↑  . .   [2017-05-17]. （原始内容存档于2017-10-25） （日语）.
32. ↑  . .   [2017-05-17]. （原始内容存档于2020-08-29） （日语）.
33. ↑  . .   [2019-04-11]. （原始内容存档于2020-08-29） （日语）.
34. ↑  . .   [2023-04-10]. （原始内容存档于2023-04-10） （日语）.
35. ↑  . .   [2023-04-10]. （原始内容存档于2023-04-06） （日语）.
36. ↑   (PDF). .   [2017-05-17]. （原始内容存档 (PDF)于2019-05-19） （日语）.
37. ↑  . .   [2017-05-17]. （原始内容存档于2021-02-21） （日语）.
38. 1 2  . 隠岐の島町.   [2020-06-14]. （原始内容存档于2020-08-29） （中文）.
39. ↑  . .   [2017-05-17]. （原始内容存档于2017-05-22） （日语）.
40. ↑  下川正晴. . 現代コリア. 2005-06.
41. ↑  . 47NEWS. 共同通信社. 2005-03-16  [2012-02-22]. （原始内容存档于2013-06-17） （日语）.
42. ↑  崔聖眞. . 東亞日報. 2006-03-16  [2020-06-14]. （原始内容存档于2020-08-29） （日语）.
43. ↑  姜遠珍. . 經濟日報. 2020-02-22  [2020-06-14]. （原始内容存档于2020-08-29） （中文（臺灣））.
44. ↑   (PDF). .   [2017-06-02]. （原始内容存档 (PDF)于2018-04-20） （日语）.
45. ↑  宇野重規. . nippon.com. 2018-10-18  [2020-06-14]. （原始内容存档于2020-08-29） （中文（繁體））.
46. ↑  . 西ノ島町.   [2020-06-14]. （原始内容存档于2020-08-29） （日语）.
47. ↑  . しまねまちなび.   [2020-06-14]. （原始内容存档于2020-04-22） （日语）.
48. 1 2 3 4   (PDF). .   [2017-05-17]. （原始内容存档 (PDF)于2020-08-29） （日语）.
49. 1 2   (PDF). .   [2017-05-17]. （原始内容存档 (PDF)于2020-08-29） （日语）.
50. ↑   (PDF). .   [2017-05-17]. （原始内容存档 (PDF)于2020-08-29） （日语）.
51. ↑  . .   [2017-05-17]. （原始内容存档于2017-02-17） （日语）.
52. ↑   (PDF). .   [2017-05-17]. （原始内容存档 (PDF)于2020-08-29） （日语）.
53. ↑   (PDF). .   [2017-05-17]. （原始内容存档 (PDF)于2020-08-29） （日语）.
54. ↑  . .   [2017-05-17]. （原始内容存档于2016-11-04） （日语）.
55. ↑  . .   [2017-05-17]. （原始内容存档于2017-04-29） （日语）.
56. ↑  . .   [2017-05-17]. （原始内容存档于2016-11-14） （日语）.
57. ↑   (PDF). .   [2017-05-17]. （原始内容存档 (PDF)于2016-08-26） （日语）.
58. ↑  . .   [2017-05-17]. （原始内容存档于2016-07-04） （日语）.
59. ↑  . .   [2017-05-17]. （原始内容存档于2017-04-09） （日语）.
60. ↑  . .   [2017-05-17]. （原始内容存档于2017-12-09） （日语）.
61. ↑  . .   [2017-05-17]. （原始内容存档于2016-05-03） （日语）.
62. ↑  . .   [2017-05-17]. （原始内容存档于2017-06-04） （日语）.
63. ↑  . .   [2017-05-17]. （原始内容存档于2017-04-08） （日语）.
64. ↑  . .   [2017-05-17]. （原始内容存档于2017-04-07） （日语）.
65. ↑  . .   [2017-05-17]. （原始内容存档于2017-05-11） （日语）.
66. ↑   (PDF). .   [2017-05-17]. （原始内容存档 (PDF)于2020-08-29） （日语）.
67. ↑   (PDF). .   [2017-05-17]. （原始内容存档 (PDF)于2016-09-21） （日语）.
68. ↑   (PDF). .   [2017-05-17]. （原始内容存档 (PDF)于2016-08-07） （日语）.
69. 1 2 3 4  .  . 東京都: . 2008. ISBN 978-4-625-62406-3 （日语）.
70. ↑  . .   [2017-05-17]. （原始内容存档于2017-04-07） （日语）.
71. ↑  . .   [2017-05-17]. （原始内容存档于2018-09-27） （日语）.
72. ↑  . .   [2017-05-17]. （原始内容存档于2016-03-05） （日语）.
73. ↑  . .   [2017-05-17]. （原始内容存档于2017-07-04） （日语）.
74. ↑  . .   [2017-05-17]. （原始内容存档于2016-06-20） （日语）.
75. ↑  . .   [2017-05-17]. （原始内容存档于2017-07-07） （日语）.
76. ↑  . .   [2017-05-17]. （原始内容存档于2020-08-29） （日语）.
77. ↑  . .   [2017-05-17]. （原始内容存档于2017-05-06） （日语）.
78. ↑  . .   [2017-05-17]. （原始内容存档于2017-04-08） （日语）.
79. ↑  . .   [2017-05-17]. （原始内容存档于2017-07-03） （日语）.
80. ↑  . .   [2017-05-17]. （原始内容存档于2017-06-10） （日语）.
81. ↑  . .   [2017-05-17]. （原始内容存档于2017-04-08） （日语）.
82. ↑  . BSS 山陰放送.   [2020-06-14]. （原始内容存档于2020-05-18） （日语）.
83. ↑  . 日本海テレビ.   [2020-06-14]. （原始内容存档于2020-05-18） （日语）.
84. ↑  . 日本海テレビ.   [2020-06-14]. （原始内容存档于2019-01-23） （日语）.
85. ↑  . .   [2017-05-17]. （原始内容存档于2017-06-26） （日语）.
86. ↑  . .   [2017-05-17]. （原始内容存档于2017-08-13） （日语）.
87. ↑  . .   [2017-05-17]. （原始内容存档于2017-09-24） （日语）.
88. ↑  . .   [2023-10-18]. （原始内容存档于2023-10-18） （日语）.
89. ↑  . .   [2017-05-17]. （原始内容存档于2019-05-23） （日语）.
90. ↑  . .   [2017-05-17]. （原始内容存档于2017-04-07） （日语）.
91. ↑  . .   [2017-05-17]. （原始内容存档于2017-08-26） （日语）.
92. ↑  . .   [2017-05-17]. （原始内容存档于2017-05-05） （日语）.
93. ↑  . . 2016-09-30  [2017-05-17]. （原始内容存档于2016-10-02） （日语）.
94. ↑  . 毎日新聞. 2018-04-02  [2020-06-14]. （原始内容存档于2018-07-14） （日语）.
95. ↑  . 東洋経済オンライン. 2018-04-16  [2020-06-14]. （原始内容存档于2019-07-11） （日语）.
96. ↑  . .   [2017-05-17]. （原始内容存档于2017-05-05） （日语）.
97. ↑  . .   [2017-05-17]. （原始内容存档于2017-04-08） （日语）.
98. ↑  . .   [2017-05-17]. （原始内容存档于2017-05-29） （日语）.
99. ↑  . .   [2017-05-17]. （原始内容存档于2017-03-04） （日语）.
100. ↑  . .   [2017-05-17]. （原始内容存档于2017-05-23） （日语）.
101. ↑  . .   [2017-05-17]. （原始内容存档于2017-06-07） （日语）.
102. ↑  . .   [2017-05-17]. （原始内容存档于2017-07-01） （日语）.
103. ↑  . .   [2017-05-17]. （原始内容存档于2017-05-29） （日语）.
104. ↑   (PDF). .   [2017-05-17]. （原始内容存档 (PDF)于2020-08-29） （日语）.
105. ↑  . .   [2017-05-16]. （原始内容存档于2017-05-11） （日语）.
106. ↑  . .   [2017-05-17]. （原始内容存档于2017-06-30） （日语）.
107. ↑  . .   [2017-05-16]. （原始内容存档于2016-07-06） （日语）.
108. 1 2  . .   [2017-05-17]. （原始内容存档于2016-10-24） （日语）.
109. ↑  . .   [2017-05-17]. （原始内容存档于2017-06-06） （日语）.
110. ↑  . .   [2017-05-17]. （原始内容存档于2018-11-04） （日语）.
111. ↑  . .   [2017-05-17]. （原始内容存档于2017-07-04） （日语）.
112. ↑  . .   [2017-05-17]. （原始内容存档于2017-05-01） （日语）.
113. ↑  . .   [2017-05-17]. （原始内容存档于2017-05-15） （日语）.
114. ↑  . .   [2017-05-17]. （原始内容存档于2017-04-01） （日语）.
115. ↑  . .   [2017-05-17]. （原始内容存档于2017-10-26） （日语）.
116. ↑  . .   [2017-05-17]. （原始内容存档于2016-11-07） （日语）.
117. ↑  . .   [2020-08-30]. （原始内容存档于2020-09-01） （日语）.
118. ↑  . .   [2017-05-17]. （原始内容存档于2016-03-15） （日语）.
119. ↑  . .   [2017-05-17]. （原始内容存档于2016-10-28） （日语）.
120. ↑  . .   [2017-05-17]. （原始内容存档于2017-05-01） （日语）.
121. ↑  . .   [2017-05-17]. （原始内容存档于2017-10-20） （日语）.
122. ↑  . .   [2017-05-17]. （原始内容存档于2017-06-06） （日语）.
123. ↑  . .   [2017-05-17]. （原始内容存档于2017-09-20） （日语）.
124. ↑  . .   [2017-05-17]. （原始内容存档于2017-04-19） （日语）.
125. ↑  . .   [2017-05-17]. （原始内容存档于2017-03-31） （日语）.
126. ↑  . しまね観光ナビ.   [2020-06-14]. （原始内容存档于2020-08-29） （日语）.
127. ↑  . 国指定文化財等データベース.   [2020-06-14]. （原始内容存档于2019-12-23） （日语）.
128. ↑  . 国指定文化財等データベース.   [2020-06-14]. （原始内容存档于2019-12-23） （日语）.
129. ↑  . .   [2017-05-17]. （原始内容存档于2017-02-10） （日语）.

## 外部連結
- 島根県 （页面存档备份，存于）
- 島根県观光联盟 （页面存档备份，存于）